# Forlaget Udvikling
Forlaget Udvikling blev oprettet i 2000 i tilknytning til Udvikling, Tidsskrift om udviklingshæmmede. Fra 1. januar 2004 er tidsskriftet Udvikling og Forlaget Udvikling fusioneret med Forstandergruppen. I 2006 skiftede Forstandergruppen navn til Socialt Lederforum.
Intentionen med forlaget er at give mulighed for at udgive smalle produktioner, i mindre oplag, primært faglitteratur, men også skønlitteratur, der fokuserer på mennesker der er udviklingshæmmede. Forlagets produktioner kan eksempelvis være bøger om brugerinddragelse, boligtilbud, dagtilbud, arbejde, undervisning og fritid samt det arbejde som det professionelle personale udfører på området, herunder forskning, udviklingsprojekter og erfaringer fra praksis.
| Bog | Spire Denne artikel om bøger og tidsskrifter er en spire som bør udbygges. Du er velkommen til at hjælpe Wikipedia ved at udvide den. |